# Забабуриха
Забабуриха — река в России, в Новосибирской области. Левый приток Ини.
Забабуриха берёт начало в заболоченном овраге в наукограде Кольцово. В пойме реки обустроен парк «Кольцово», на территории которого река проходит через два пруда. Далее Забабуриха выходит в посёлок Двуречье, в трубе пересекает грузовой ход Транссибирской магистрали между станциями Барышево и Крахаль, проходит через село Барышево и впадает в Иню.

## Галерея

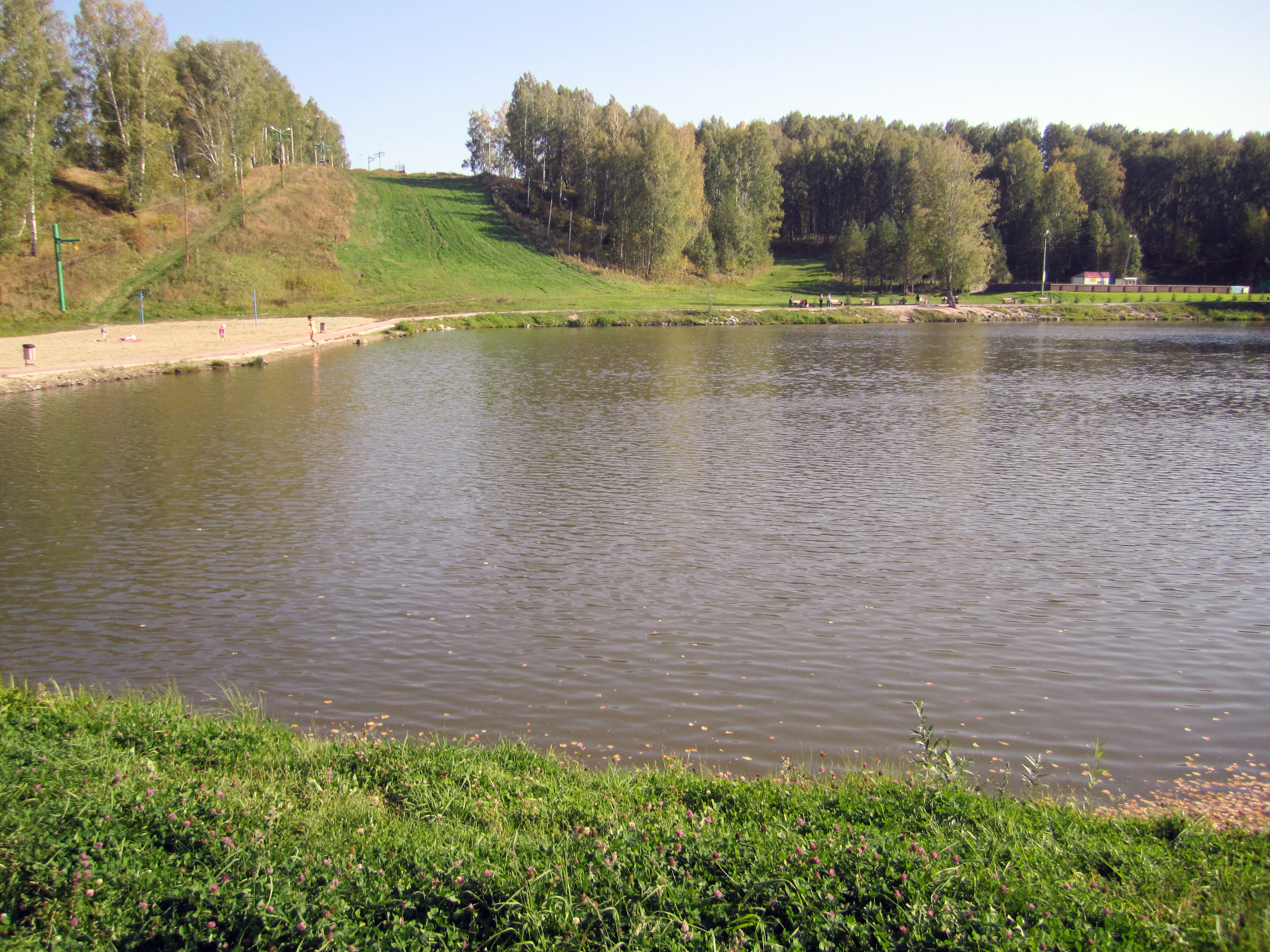
Горнолыжный комплекс на берегу озера в парке «Кольцово»
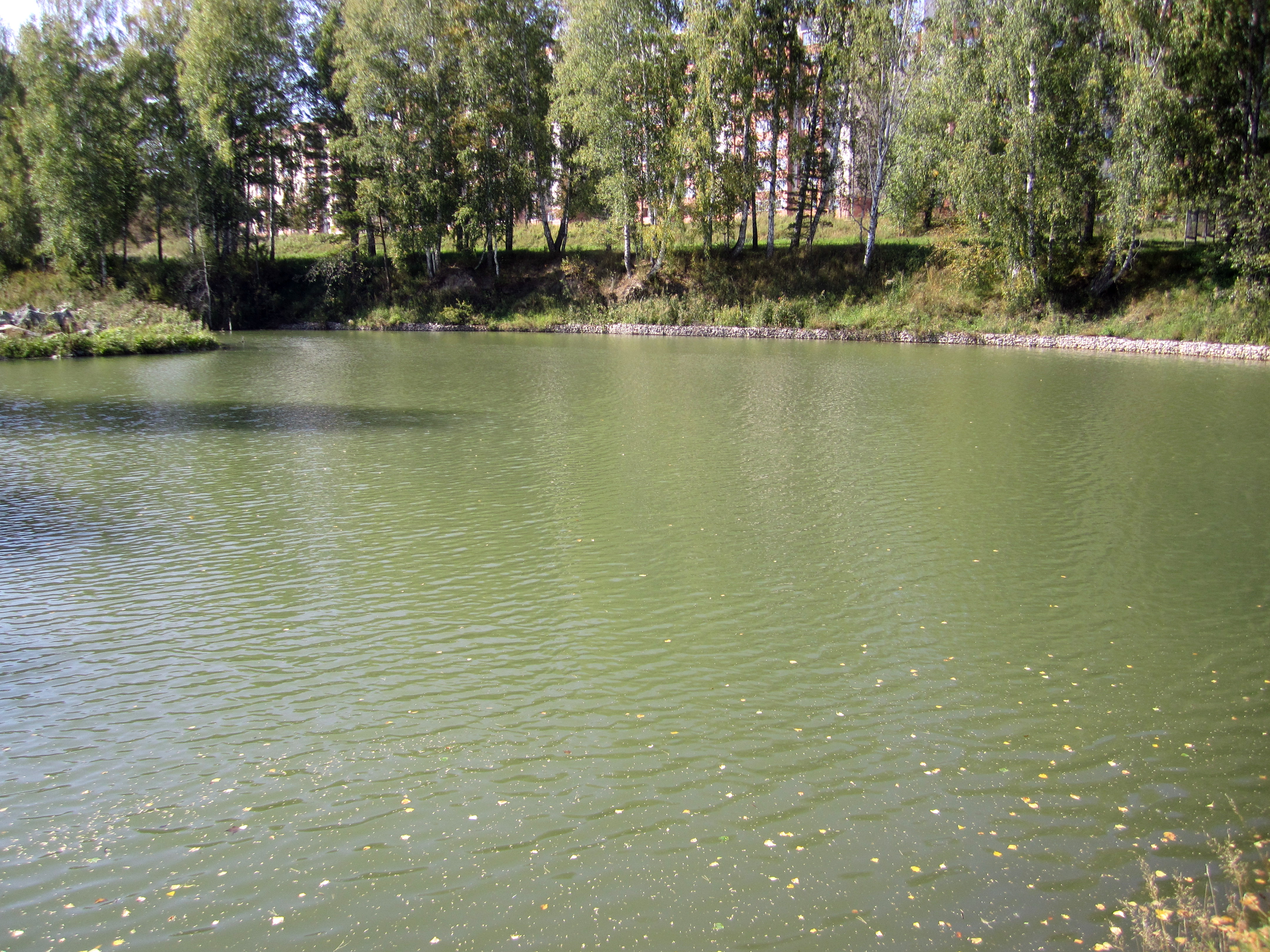
Верхний пруд
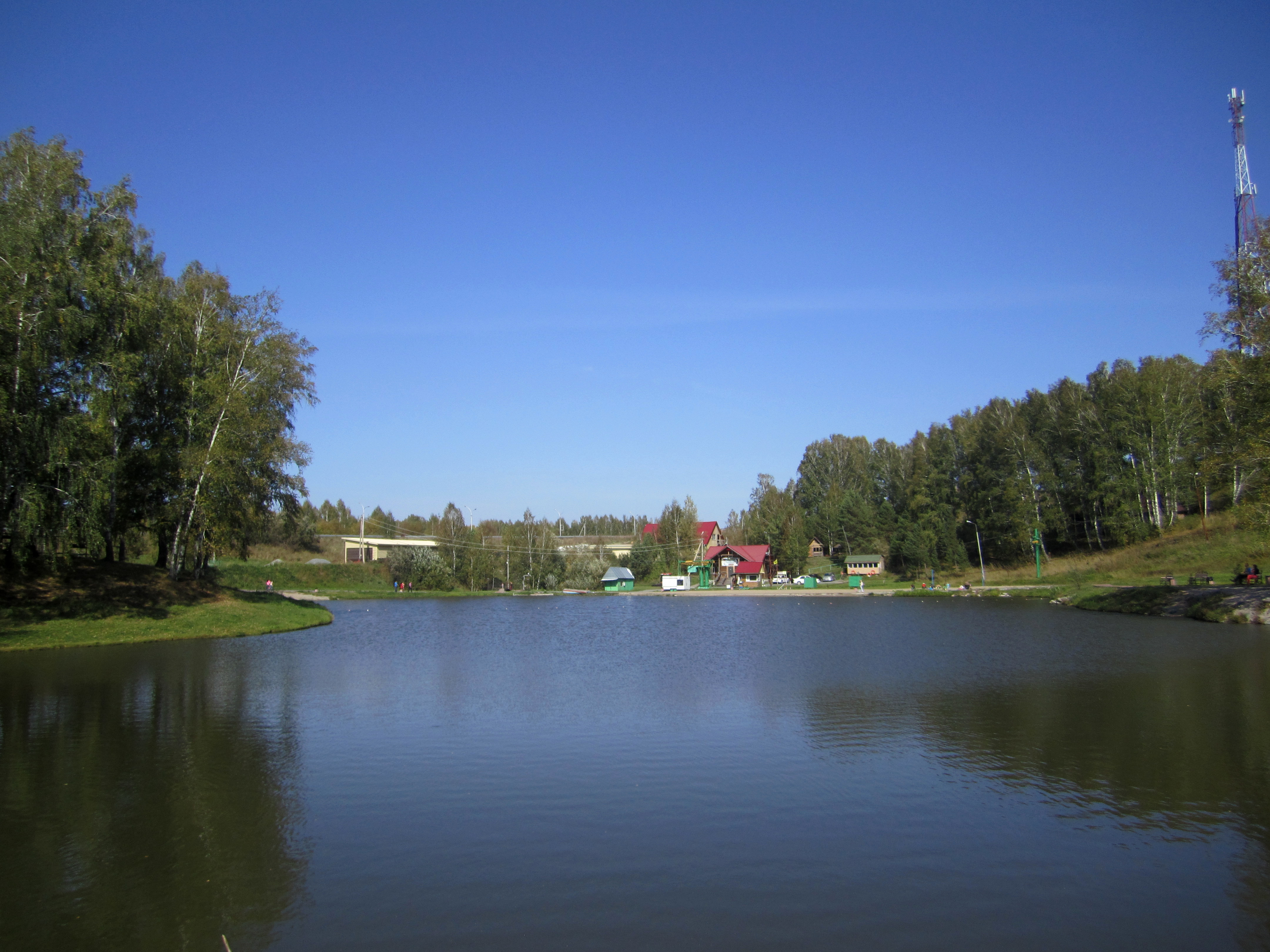
Нижний пруд